# أمين أباد (إسفراين)
أمين أباد (بالفارسية: امین‌آباد) هي مستوطنة تقع في قسم روئين الريفي (مقاطعة إسفراين) في إيران. يقدر عدد سكانها بـ 182 نسمة .